# Spräcklig honungsfågel
Spräcklig honungsfågel (Gavicalis versicolor) är en fågel i familjen honungsfåglar inom ordningen tättingar.

## Utseende
Spräcklig honungsfågel är en medelstor medlem av familjen. Ryggen är brungrön och undersidan ljusgul med grå streck. Näbben är svart, strupen gul och över ögat syns en svart fläck. Arten är lik mangrovehonungsfågel, men är mycket gulare.

## Utbredning och systematik
Spräcklig honungsfågel delas in i fyra underarter med följande utbredning:
- G. v. sonoroides – nordvästra Nya Guinea (Vogelkophalvön) och västpapuanska öarna
- G. v. vulgaris – kustnära norra Nya Guinea samt på öarna Yapen och Fergusson
- G. v. intermedius – Samarai, Doini och Killertonöarna utanför östra Nya Guinea
- G. v. versicolor – kustnära södra Nya Guinea, Torres Straitöarna och i nordöstra Queensland

International Ornithological Congress (IOC) inkluderar vulgaris i sonoroides, medan intermedius anses vara en mellanform mellan sonoroides och nominatformen.

### Släktestillhörighet
Arten placerades tidigare i Lichenostomus tillsammans med en mängd andra arter. Genetiska studier visar att de dock inte är varandras närmaste släktingar,. Lichenostomus har därför brutits upp i ett antal mindre släkten, varvid spräcklig honungsfågel förs till Gavicalis.

## Levnadssätt
Spräcklig honungsfågel hittas i mangroveskogar och intilliggande kustnära miljöer. Den ses ofta i ljudliga grupper.

## Status och hot
Arten har ett stort utbredningsområde, men tros minska i antal, dock inte tillräckligt kraftigt för att den ska betraktas som hotad. Internationella naturvårdsunionen IUCN listar arten som livskraftig (LC).